# Иларий (Иродионов)
Архимандрит Иларий (в миру Иван Ефимович Иродионов; 1778—1845) — архимандрит Задонского Рождество-Богородицкого монастыря Липецкой епархии Русской православной церкви.

## Биография
Иван родился в 1778 году. Его происхождение точно не установлено: по одним сведениям происходил из отпущенных на волю крепостных, по другим из тамбовских купцов. Обучался грамоте, пению и рисованию.
В 1805 году в Раненбургской Петропавловской пустыни он постригся в монахи с именем Иларий, а в 1809 году был посвящён в иеромонаха.
7 июля 1811 года Иларий Иродионов был перемещен в Симонов московский монастырь, где в 1812 году перед вторжением французов под предводительством Наполеона убирал синодальную ризницу, а симоновскую ризницу отвёз в Вологду.
С 1820 года отец Иларий был наместником Симонова монастыря, в 1823 году ревизовал ростовский Яковлевский монастырь.
В 1824 году Иларий Иродионов был переведён в Александро-Невскую лавру, а 12 мая 1827 года произведен в архимандрита Солотчинского монастыря, который он значительно обогатил и обстроил.
В 1834 году он был перемещён в Задонский Рождество-Богородицкий монастырь, где также отдал немало сил для обустройства обители. 8 марта 1836 года Иларий Иродионов был направлен в Соловецкий монастырь, а 23 июля 1842 года по болезни вторично — в Задонский, где и скончался 14 ноября 1845 года.